# Clément III (antipape)
Cet article traite de l'antipape Clément III. Le pape du même nom est décrit dans son propre article.
Pour les articles homonymes, voir Clément.
Clément III (Guibert de Ravenne), né à Parme vers 1025–1029 d'une famille liée aux comtes de Canossa, antipape de 1080 à 1100.

## Biographie
Guibert sert d'abord à la cour germanique (v. 1054–1055), avant d'être désigné chancelier impérial d'Italie entre 1058 et 1063. En tant que représentant du parti impérial, Guibert soutient l'élection de l'antipape Honorius II en 1061. L'empereur du Saint-Empire Henri IV nomme ensuite Guibert évêque de Ravenne en 1072, malgré l'opposition du pape Alexandre II, qui finira par accepter la situation en 1073, une fois que Guibert se soumet à son autorité. Peu de temps après l'élection de Hildebrand en tant que pape, sous le nom de Grégoire VII, Guibert est devenu l'un des leaders les plus remarqués de l'opposition aux réformes grégoriennes.
Après avoir assisté au concile de Carême de Grégoire VII, Guibert refuse d'assister au suivant, bien qu'il ait promis de le faire. Un concile d'évêques détrône le pontife, ce qui engendre une série d'excommunications et de destitutions. En juin 1080, un concile convoqué par Henri IV à Brixen destitue Grégoire VII à nouveau et Guibert est élu pape à sa place. L'empereur marche ensuite sur Rome, au début de l'année 1084. Pendant que le Saint-Père est bloqué par le siège du château Saint-Ange, Guibert est de nouveau élu pape, sous le nom de Clément III, et intronisé le 24 mars 1084. Le nouveau pape couronne Henri IV empereur dans la basilique Saint-Pierre, le 31 mars 1084. Grégoire VII est libéré par l'armée de son allié normand Robert Guiscard, et Henri IV et Clément III sont expulsés de Rome. Cependant, les ravages causés par les Normands sont tels que Grégoire VII est chassé de la ville, et meurt en exil, à Salerne, en 1085. 
La même année, plusieurs synodes, dirigés par un légat du pape, Eudes de Châtillon, (le futur Urbain II), condamnent les partisans de Henri IV et Clément III. Malgré cela, ce dernier continue à figurer comme antipape sous le bref pontificat de Victor III. Après la mort de ce dernier, en septembre 1087, les partisans de Clément III reprennent le contrôle de Rome. Eudes de Châtillon est élu pape en 1088 sous le nom de Urbain II, mais il ne peut entrer tout de suite dans la ville. Le pape effectue une tentative en 1089, et il est chassé par l'empereur. C'est seulement en 1093 que le pontife regagne Rome, à la faveur des luttes entre Henri IV et ses fils. 
L'aire d'influence de Guibert se limite désormais à Ravenne. À la mort de Urbain II, Guibert tente à nouveau de prendre Rome. Mais il est forcé d'abandonner et meurt le 8 septembre 1100 à Civita Castellana.